# Liste der Personen, die Emmy, Grammy, Oscar und Tony Award gewonnen haben
Diese Liste der Personen, die Emmy, Grammy, Oscar und Tony Award gewonnen haben, führt die Personen auf, die alle vier großen Preise der US-amerikanischen Unterhaltungsindustrie in einer regulären Wettbewerbskategorie (keine Ehren- oder Sonderauszeichnungen) für eine individuelle Leistung (keine Gruppenauszeichnungen) gewonnen haben. Diese vier Preise sind der Emmy (Fernsehen), der Grammy (Musik und Spoken Word), der Oscar (Film) und der Tony (Theater und Musical).
In Anlehnung an die vier Anfangsbuchstaben der Preise wird diese Leistung auch als EGOT bezeichnet. Dieses Akronym wurde in den 1980er-Jahren vom Schauspieler Philip Michael Thomas geprägt, der damals ankündigte, dieses Ziel erreichen zu wollen. Thomas selbst konnte bislang keinen der vier Preise gewinnen.

## Gewinner aller vier Preise
Stand September 2024 konnten 21 Personen, darunter ein Duo, jeden der vier Preise mindestens einmal in einer Wettbewerbskategorie für eine individuelle Leistung gewinnen. Die Tätigkeitsfelder der Gewinner teilen sich wie folgt auf: Elf Gewinner sind überwiegend als Komponisten tätig (einschließlich des Texters Tim Rice), sieben Gewinner wurden für schauspielerische und gesangliche Leistungen geehrt. Hinzu kommen ein Regisseur (Nichols), ein Produzent (Rudin), sowie ein als Drehbuchautor, Produzent und Comedian ausgezeichneter Künstler (Brooks).
Robert Lopez war der erste Künstler, der jeden der vier Preise jeweils mindestens zweimal gewinnen konnte.
Als erste Afroamerikanerin gewann die Schauspielerin Whoopi Goldberg  alle vier Preise, davon zwei in einem Jahr.
John Legend ist der erste afroamerikanische Mann, der den EGOT-Status erreicht hat. Außerdem ist er nach Robert Lopez der zweitjüngste.
Benj Pasek und Justin Paul gewannen jeden der vier Preise als Musik-Duo und erreichten den EGOT-Status als erstes Duo.
| Name                       | EGOT abgeschlossen | Jahre bis zum Abschluss | Emmy | Grammy | Oscar | Tony |
| -------------------------- | ------------------ | ----------------------- | ---- | ------ | ----- | ---- |
| Richard Rodgers            | 1962               | 16                      | 1962 | 1960   | 1946  | 1950 |
| Helen Hayes                | 1977               | 45                      | 1953 | 1977   | 1932  | 1947 |
| Rita Moreno                | 1977               | 16                      | 1977 | 1972   | 1961  | 1975 |
| John Gielgud               | 1991               | 43                      | 1991 | 1979   | 1981  | 1948 |
| Audrey Hepburn (posthum)   | 1994               | 41                      | 1993 | 1994   | 1954  | 1954 |
| Marvin Hamlisch            | 1995               | 23                      | 1995 | 1974   | 1973  | 1976 |
| Jonathan Tunick            | 1997               | 20                      | 1982 | 1988   | 1977  | 1997 |
| Mel Brooks                 | 2001               | 34                      | 1967 | 1998   | 1969  | 2001 |
| Mike Nichols               | 2001               | 40                      | 2001 | 1961   | 1968  | 1964 |
| Whoopi Goldberg            | 2002               | 17                      | 2002 | 1985   | 1991  | 2002 |
| Scott Rudin                | 2012               | 28                      | 1984 | 2012   | 2007  | 1994 |
| Robert Lopez               | 2014               | 10                      | 2008 | 2012   | 2014  | 2004 |
| John Legend                | 2018               | 12                      | 2018 | 2006   | 2015  | 2017 |
| Andrew Lloyd Webber        | 2018               | 38                      | 2018 | 1980   | 1996  | 1980 |
| Tim Rice                   | 2018               | 38                      | 2018 | 1980   | 1993  | 1980 |
| Alan Menken                | 2020               | 31                      | 2020 | 1991   | 1989  | 2012 |
| Jennifer Hudson            | 2022               | 15                      | 2021 | 2009   | 2007  | 2022 |
| Viola Davis                | 2023               | 22                      | 2015 | 2023   | 2017  | 2001 |
| Elton John                 | 2024               | 37                      | 2024 | 1987   | 1995  | 2000 |
| Benj Pasek und Justin Paul | 2024               | 7                       | 2024 | 2018   | 2017  | 2017 |

## Gewinner aller vier Preise unter Einbezug der Nicht-Wettbewerbs-Kategorien
Die folgenden Künstler haben ebenfalls alle vier Preise jeweils mindestens einmal gewonnen, darunter aber jeweils einen Preis nur in einer Nicht-Wettbewerbs-Kategorie.
| Name             | Emmy | Grammy | Oscar | Tony | Anmerkung |
| ---------------- | ---- | ------ | ----- | ---- | --- |
| Barbra Streisand | 1965 | 1964   | 1968  | 1970 | Es fehlt ein Tony Award in einer Wettbewerbs-Kategorie. Streisand wurde mit einem Special Tony Award: Star of the Decade ausgezeichnet.                          |
| Liza Minnelli    | 1973 | 1990   | 1972  | 1965 | Es fehlt ein Grammy Award in einer Wettbewerbs-Kategorie. Minnelli wurde mit einem Special Grammy Award: Grammy Legend Award ausgezeichnet.                      |
| James Earl Jones | 1991 | 1977   | 2011  | 1969 | Es fehlt ein Oscar in einer Wettbewerbs-Kategorie. Jones wurde mit einem Academy Honorary Award ausgezeichnet.                                                   |
| Harry Belafonte  | 1960 | 1961   | 2014  | 1953 | Es fehlt ein Oscar in einer Wettbewerbs-Kategorie. Belafonte wurde mit dem Jean Hersholt Humanitarian Award ausgezeichnet.                                       |
| Quincy Jones     | 1977 | 1964   | 1994  | 2016 | Es fehlt ein Oscar in einer Wettbewerbs-Kategorie. Jones wurde mit dem Jean Hersholt Humanitarian Award sowie 2024 mit dem Academy Honorary Award ausgezeichnet. |